# ووردل
ووردل (بالإنجليزية: Wordle)‏ هي لعبة كلمات على الويب، طورها مهندس البرمجيات الويلزي جوش واردل. لدى اللاعبين ست محاولات لتخمين كلمة مكونة من خمسة أحرف؛ يتم تقديم المراجعة لكل تخمين في شكل مربعات ملونة، للإشارة إلى متى تتطابق الأحرف أو تحتل الموضع الصحيح. طريقة اللعب متطابقة تقريبًا مع لعبة الورق والقلم جوتو من عام 1955 وبرنامج الألعاب التليفزيوني الأمريكي لينغو. يحتوي ووردل على حل يومي واحد، حيث يحاول جميع اللاعبين من كل أنحاء العالم تخمين نفس الكلمة.
ابتكر واردل اللعبة في البداية لنفسه ولشريكه للعبها، وفي النهاية تم نشرها في أكتوبر 2021. اكتسبت اللعبة قدرًا كبيرًا من الشعبية في ديسمبر 2021 بعد أن أضاف واردل قدرة اللاعبين على نسخ نتائجهم اليومية كمربعات رموز تعبيرية، والتي كانت تمت مشاركتها على نطاق واسع على تويتر. تم أيضًا إنشاء العديد من النسخ والأشكال المختلفة للعبة، وكذلك الإصدارات باللغات إلى جانب اللغة الإنجليزية. تم شراء اللعبة من قبل شركة نيويورك تايمز في يناير 2022 مقابل مبلغ لم يكشف عنه من سبعة أرقام، مع خطط لإبقائها مجانية في البداية لجميع اللاعبين.

## طريقة اللعب
كل يوم، يتم اختيار كلمة من خمسة أحرف والتي يهدف اللاعبون إلى تخمينها خلال ست محاولات. بعد كل تخمين، يتم تمييز كل حرف إما باللون الأخضر أو الأصفر أو الرمادي: يشير اللون الأخضر إلى أن الحرف صحيح وفي الموضع الصحيح، بينما يشير اللون الأصفر إلى أن الحرف موجود في الإجابة ولكن ليس في الموضع الصحيح، بينما يشير اللون الرمادي إلى أنه ليس في الجواب على الإطلاق. تحتوي اللعبة على خيار «الوضع الصعب»، والذي يتطلب من اللاعبين تضمين الأحرف المميزة باللون الأخضر والأصفر في التخمينات اللاحقة. الكلمة اليومية هي نفسها للجميع. تتميز اللعبة أيضًا بمظهر داكن يمكن اختياره بالإضافة إلى سمة عالية التباين لإمكانية الوصول إلى من يعانون من عمى الألوان، والتي تغير نظام الألوان من الأخضر والأصفر إلى البرتقالي والأزرق.
من الناحية المفاهيمية والأسلوبية، تشبه اللعبة لعبة القلم والورقة جوتو Jotto لعام 1955 ولعبة Lingo والتي كانت تعرض على التلفزيون الوطني في الولايات المتحدة. تستخدم كل لعبة يومية كلمة من قائمة مرتبة عشوائيًا تتكون من 2315 كلمة (من أصل 12000 كلمة مكونة من خمسة أحرف في اللغة الإنجليزية). < تم اختيار قائمة الكلمات الأصغر من قبل شريك واردل، الذي صنف الكلمات المكونة من خمسة أحرف إلى تلك التي تعرفها، وتلك التي لم تكن تعرفها، وتلك التي ربما تكون قد عرفتها. يستخدم ووردل تهجئة أمريكية، على الرغم من أن المطور من ويلز ويستخدم اسم المجال من المملكة المتحدة للعبة؛ هو مقيم منذ فترة طويلة في بروكلين، نيويورك. اشتكى اللاعبون خارج الولايات المتحدة من أن اتفاقية التهجئة هذه تمنح اللاعبين الأمريكيين ميزة غير عادلة.

## ترجمة للغات أخرى
بعد النجاح الباهر للنسخة الإنجليزية للعبة قام العديد من المطورين عبر العالم بترجمتها إلى لغات أخرى مثل الفرنسية والاسبانية والعربية. من أبرز هاته النسخ نجد SOTUM بالفرنسية و Yawmiya.Co بالعربية.

## روابط خارجية
- الموقع الرسمي
- النسخة العربية
- قائمة النسخ الموجودة من اللعبة بلغات أخرى